# Базевского совхоза
Базевского совхоза (также свх Базевский) — посёлок в Моршанском районе Тамбовской области России. 
Входит в Крюковский сельсовет.

## География
Расположен в 10 км к западу от центра города Моршанск, и в 82 км к северу от центра Тамбова.
Железнодорожный разъезд и станция Базево.

## Население
| 2002 | 2010 |
| ---- | ---- |
| 467  | ↘438 |

Согласно результатам переписи 2002 года, в национальной структуре населения русские составляли 100 % от жителей.